# Satoshi Tsunami
Satoshi Tsunami (jap. 都並敏史 Tsunami Satoshi; ur. 14 sierpnia 1961 w tokijskiej dzielnicy Setagaya) – japoński piłkarz, reprezentant kraju grający na pozycji obrońcy. Obecnie jest trenerem.

## Kariera klubowa
Satoshi Tsunami zawodową karierę piłkarską rozpoczął w 1980 roku w klubie Yomiuri. Z Yomiuri, który w 1992 zmienił nazwę na Verdy Kawasaki siedmiokrotnie zdobył mistrzostwo Japonii w 1983, 1984, 1987, 1991, 1992, 1993 i 1994, trzykrotnie Puchar Cesarza w 1984, 1986, 1987 oraz Puchar Klubowych Mistrzów Azji w 1988 roku. W klubie z Kawasaki rozegrał 230 meczów, w których strzelił 5 bramek.
W późniejszych latach występował w Avispa Fukuoka i Bellmare Hiratsuka, w którym zakończył karierę w 1998 roku.

## Kariera reprezentacyjna
Tsunami występował w reprezentacji Japonii w latach 1980–1995. W 1980 uczestniczył w eliminacjach Mistrzostw Świata 1982. W 1985 uczestniczył w eliminacjach Mistrzostw Świata 1986. W 1992 uczestniczył w Pucharze Azji, który zakończył się zwycięstwem Japonii. Na turnieju rozgrywanym w Japonii wystąpił w czterech meczach z Koreą Północną, Iranem, Chinami oraz w finale z Arabią Saudyjską.
W 1993 uczestniczył w eliminacjach Mistrzostw Świata 1994. W 1995 roku uczestniczył w drugiej edycji Pucharu Konfederacji. Na turnieju w Arabii Saudyjskiej wystąpił w obu przegranych meczach grupowych z Nigerią i Argentyną. W sumie w reprezentacji wystąpił w 78 spotkaniach, w których strzelił 2 bramki.

## Statystyki
| Reprezentacja Japonii | Reprezentacja Japonii | Reprezentacja Japonii |
| Rok                   | Mecze                 | Gole                  |
| --------------------- | --------------------- | --------------------- |
| 1980                  | 3                     | 0                     |
| 1981                  | 7                     | 0                     |
| 1982                  | 8                     | 0                     |
| 1983                  | 10                    | 0                     |
| 1984                  | 5                     | 0                     |
| 1985                  | 7                     | 0                     |
| 1986                  | 5                     | 2                     |
| 1987                  | 10                    | 0                     |
| 1988                  | 0                     | 0                     |
| 1989                  | 0                     | 0                     |
| 1990                  | 0                     | 0                     |
| 1991                  | 0                     | 0                     |
| 1992                  | 10                    | 0                     |
| 1993                  | 10                    | 0                     |
| 1994                  | 0                     | 0                     |
| 1995                  | 3                     | 0                     |
| Razem                 | 78                    | 2                     |

## Kariera trenerska
Po zakończeniu kariery piłkarskiej Tsunami został trenerem. Dotychczas trenował kluby Vegalta Sendai, Cerezo Osaka i Yokohama FC.